# Гора (фільм, 1956)
«Гора» (англ. The Mountain) — американський фільм, пригодницька драма 1956 року режисера Едварда Дмитрика зі Спенсером Трейсі та Робертом Вагнером у головних ролях. Фільм заснований на французькому романі Анрі Труая «Траурний сніг» (La neige en deuil) 1952 року, на створення якого надихнула катастрофа літака рейсу 245 авіакомпанії Air India у 1950 році.

## Сюжет
Старий висококваліфікований гірський провідник Захарі Теллер (Спенсер Трейсі), що колись водив альпіністів на гору Монблан, разом із братом Крісом (Роберт Вагнер) живуть у старому шале. Після смерті матері Захарі один виховував брата Кріса, який через брак грошей не був задоволений їхнім життям і хотів продати землю та господарство і виїхати щоб розбагатіти. Та коли в кінці літа високо в горах розбився пасажирський літак і до нього не змогли добратися рятувальники, Кріс намовляє брата піти в гори, щоб забрати коштовні речі в загиблих пасажирів. Захарі спочатку не погоджується, але Кріс тисне на нього, поки той, нарешті, не здається. Незважаючи на вік Захарі та недосвідченість Кріса, вони вирушають на пошуки літака …

## Ролі виконують

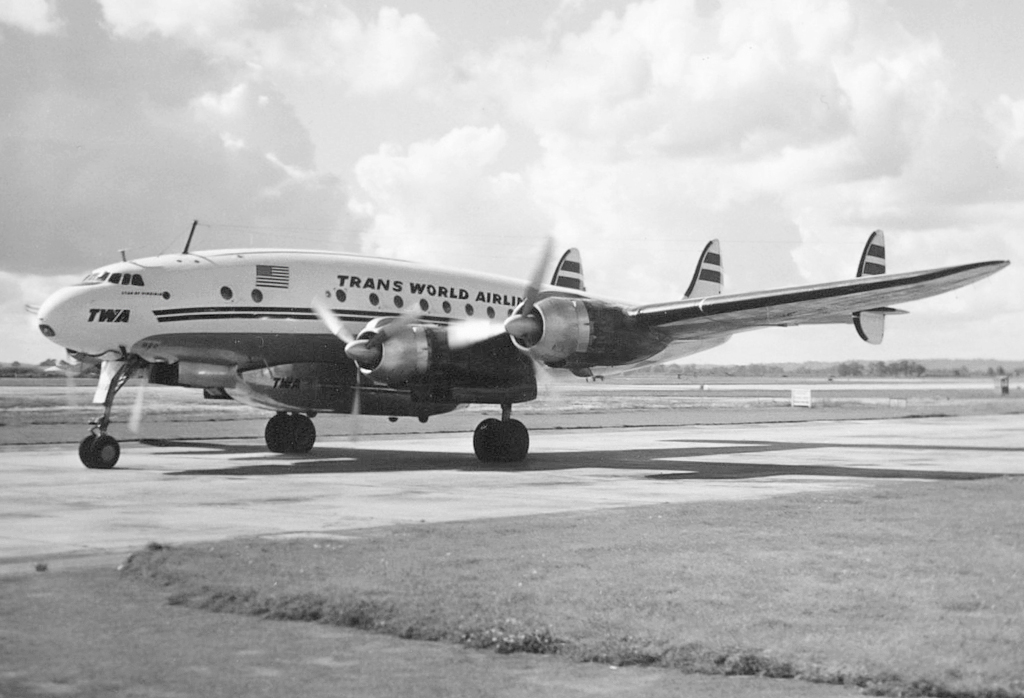
Літак Lockheed L749A

- Спенсер Трейсі — Захарі Теллер
- Роберт Вагнер — Крістофер «Кріс» Теллер
- Клер Тревор — Марі
- Вільям Демарест — отець Белаччі
- Барбара Дерроу — Сімона
- Річард Арлен — Ч. В. Рівіел

## Навколо фільму
- 3 листопада 1950 року літак Lockheed L-749[en] рейсу 245 Air India перевозив сорок пасажирів і вісім членів екіпажу за маршрутом Бомбей — Каїр — Женева — Лондон. Він врізався в скали гори Монблану на висоті 4677 метрів на французькій стороні, вбивши всіх, хто був на борту. У 1966 році рейс 101 Air India розбився приблизно в тому ж районі. У 2013 році альпініст знайшов схованку коштовностей, які, як припускають, були на борту одного з цих двох рейсів.
- Містечко Шамоні-Монблан у департаменті Верхня Савоя послужило природним декором для фільму. Старі шале розміщені саме в селі Шарус.
- Спенсер Трейсі був на тридцять років старший за Роберта Вагнера в реальному житті, хоч грав роль старшого брата.